# Besides
Besides est un groupe de post-rock fondé en 2011 à Brzeszcze.
Le groupe remporte en 2014 la 8e édition de Must Be the Music. Tylko muzyka, concours télévisé dédié aux artistes musicaux et diffusé sur Polsat, deuxième chaîne télévisée de Pologne.

## Membres
- Paweł Kazimierczak : guitare
- Piotr Świąder-Kruszyński : guitare
- Artur Łebecki : basse
- Bartłomiej Urbańczyk : batterie